# Кубок Лейпцига по теннису
Кубок Лейпцига (спонсорское название — Sparkassen Cup) — профессиональный женский теннисный турнир, проходивший под эгидой WTA и Федерации тенниса Германии между 1990 и 2003 годами. Соревнование игралось на закрытых кортах с ковровым покрытием.

## Общая информация
Турнир организован накануне сезона-1990 как часть осенней серии турниро в зале. Первое соревнование имело третью категорию по классификации WTA.
В 1993 году организаторы подняли статус своего соревнования до турнира второй категории. В данном виде лейпцигское соревнование просуществовало до 2004 года, когда было отменено.

### Победители и финалисты
Самой титулованной спортсменкой в истории одиночного турнира является немка Штеффи Граф, побеждавшая на местных кортах пять раз, в том числе на четырёх первых турнирах. Кроме неё в финалах ещё пять раз играла чешка Яна Новотна, но на её счету лишь две победы.
Самой титулованной теннисисткой в истории парного турнира является Лариса Савченко, представлявшая на соревнованиях Латвию. На её счету три титула и два финала. Дважды выигрывала лейпцигский турнир в парном разряде чешка Яна Новотна и американка Мередит Макграт.
Ни разу парный турнир не покорялся хозяйкам соревнований. Более того, немка лишь раз играла в решающем матче (Барбара Риттнер дошла до финала в 2001 году).
Также парный турнир известен тем, что титулованная американка Серена Уильямс именно здесь завоевала свой единственный парный титул, где её партнёршей выступала не сестра Винус.
Несколько теннисисток побеждали в Лейпциге и в одиночном и в парном разряде. Данное достижение удавалось чешке Яне Новотне, француженке Натали Тозья и американке Серене Уильямс.

### Изменения призового фонда
| Годы      | Размер фонда |
| --------- | ------------ |
| 1990-1992 | 225 000 USD  |
| 1993      | 375 000 USD  |
| 1994      | 400 000 USD  |
| 1995      | 430 000 USD  |
| 1996-1998 | 450 000 USD  |
| 1999      | 520 000 USD  |
| 2000      | 535 000 USD  |
| 2001      | 565 000 USD  |
| 2002-2003 | 585 000 USD  |

## Финалы прошлых лет

### Одиночные турниры
| Год  | Чемпион           | Финалист              | Счёт финала    |
| ---- | ----------------- | --------------------- | -------------- |
| 2003 | Анастасия Мыскина | Жюстин Энен-Арденн    | 3-6 6-3 6-3    |
| 2002 | Серена Уильямс    | Анастасия Мыскина     | 6-3 6-2        |
| 2001 | Ким Клейстерс (2) | Магдалена Малеева     | 6-1 6-1        |
| 2000 | Ким Клейстерс     | Елена Лиховцева       | 7-6(8) 4-6 6-4 |
| 1999 | Натали Тозья      | Квета Грдличкова      | 6-1 6-3        |
| 1998 | Штеффи Граф (5)   | Натали Тозья          | 6-3 6-4        |
| 1997 | Яна Новотна (2)   | Аманда Кётцер         | 6-2 4-6 6-3    |
| 1996 | Анке Хубер (2)    | Ива Майоли            | 5-7 6-3 6-1    |
| 1995 | Анке Хубер        | Магдалена Малеева     | Без игры       |
| 1994 | Яна Новотна       | Мари Пьерс            | 7-5 6-1        |
| 1993 | Штеффи Граф (4)   | Яна Новотна           | 6-2 6-0        |
| 1992 | Штеффи Граф (3)   | Яна Новотна           | 6-3 1-6 6-4    |
| 1991 | Штеффи Граф (2)   | Яна Новотна           | 6-3 6-3        |
| 1990 | Штеффи Граф       | Аранча Санчес-Викарио | 6-1 6-1        |

### Парные турниры
| Год  | Чемпионы                               | Финалисты                          | Счёт финала    |
| ---- | -------------------------------------- | ---------------------------------- | -------------- |
| 2003 | Мартина Навратилова Светлана Кузнецова | Елена Лиховцева Надежда Петрова    | 3-6 6-1 6-3    |
| 2002 | Серена Уильямс Александра Стивенсон    | Жанетта Гусарова Паола Суарес      | 6-3 7-5        |
| 2001 | Натали Тозья (2) Елена Лиховцева (2)   | Квета Грдличкова Барбара Риттнер   | 6-4 6-2        |
| 2000 | Анн-Гаэль Сидо Аранча Санчес-Викарио   | Ким Клейстерс Лоранс Куртуа        | 6-7(6) 7-5 6-3 |
| 1999 | Лариса Савченко (3) Мари Пьерс         | Ай Сугияма Елена Лиховцева         | 6-4 6-3        |
| 1998 | Ай Сугияма Елена Лиховцева             | Манон Боллеграф Ирина Спырля       | 6-3 6-7(2) 6-1 |
| 1997 | Мартина Хингис Яна Новотна (2)         | Яюк Басуки Хелена Сукова           | 6-2 6-2        |
| 1996 | Кристи Богерт Натали Тозья             | Мириам Ореманс Сабина Аппельманс   | 6-4 6-4        |
| 1995 | Лариса Нейланд (2) Мередит Макграт (2) | Бренда Шульц-Маккарти Каролина Вис | 6-4 6-4        |
| 1994 | Патти Фендик Мередит Макграт           | Лариса Нейланд Манон Боллеграф     | 6-4 6-4        |
| 1993 | Наталья Зверева Джиджи Фернандес       | Лариса Нейланд Яна Новотна         | 6-4 6-3        |
| 1992 | Лариса Нейланд Яна Новотна             | Патти Фендик Андреа Стрнадова      | 7-5 7-6(4)     |
| 1991 | Манон Боллеграф Изабель Демонжо        | Джилл Хетерингтон Кэти Ринальди    | 6-4 6-3        |
| 1990 | Гретчен Меджерс Лиз Грегори            | Манон Боллеграф Джо Дьюри          | 6-2 4-6 6-3    |